# Postroute Braunschweig–Helmstedt–Magdeburg
Die Postroute Braunschweig-Helmstedt-Magdeburg war eine bereits im 17. Jahrhundert eingeführte Postroute, die anfangs zweimal wöchentlich verkehrte. Sie verband die Orte Braunschweig und Magdeburg postmäßig miteinander und führte auf der Strecke über Helmstedt, Schöningen, Jerxheim, Schöppenstedt, Groß Winnigstedt sowie Hessen. Dieser Artikel beschreibt die Entwicklung des Postwesens in den einzelnen Orten.

Posttabelle von 1772

## Fahrpost
1665 soll bereits eine Braunschweigische Fahrpost über Königslutter nach Magdeburg verkehrt haben. Die Thurn und Taxische Post führt 1763 diese Strecke in ihren Post-Tabellen auf. Eine Post-Tabelle von 1772 nennt die Helmstedter-Magdeburger fahrende Post, sie fuhr zweimal wöchentlich in gleicher Weise über Königslutter und Helmstädt sowie auf der reitenden Post auf dem Berliner-Cours über Wolfenbüttel nach Hornburg und Halberstadt und verband so Braunschweig mit dem östlichen Teil des Reiches.
Ab dem 1. Januar 1754 fuhr, zwischen Helmstedt, Schöningen, Schöppenstedt und Wolfenbüttel, einmal wöchentlich eine fahrende Post. Sie startete morgens in Schöningen, traf mittags in Schöppenstedt ein und war abends in Wolfenbüttel. Am nächsten Morgen fuhr sie zurück bis Schöningen, um am nächsten Tag hin und zurück nach Helmstedt zu fahren. In Helmstedt und Wolfenbüttel befanden sich fürstliche Posthäuser, in Schöningen war der Ratverwandte Herr Himmel und zu Schöppenstedt der Kaufmann Günther für die Post zuständig.

## Eisenbahn

Streckenführung

Am 10. April 1841 schlossen Preußen, Hannover und Braunschweig einen Vertrag über den Bau einer Bahnverbindung von Magdeburg nach Braunschweig, Hannover und Minden. Den Anschluss von Oschersleben bis Wolfenbüttel übernahm die braunschweigische Regierung.
Die erste staatliche Eisenbahnstrecke in Deutschland eröffnete am 1. Dezember 1838 den Bauabschnitt von Braunschweig nach Wolfenbüttel. Von dort aus wurde am 16. Juli 1843 eine Querverbindung zur Magdeburg-Halberstädter Eisenbahn im preußischen Oschersleben über Schöppenstedt und Jerxheim eröffnet. Für die 53,143 km von Braunschweig nach Oschersleben brauchte man 2½, retour 1¾ Stunden, da es bis Schöppenstedt bergauf ging.
Von dieser Linie aus wurde eine Stichstrecke von Jerxheim über Schöningen nach Helmstedt gebaut, die am 20. Juli 1858 den Verkehr aufnahm.

## Königslutter

Frühe Poststempel von Königslutter

Königslutter wird schon im 17. Jahrhundert eine Postwärterei gehabt haben.
Königslutter gehörte zwischen 1808 und 1813 zum Departement der Oker im Königreich Westphalen. Aus dieser Zeit stammt der Einzeiler „KOENIGSLUTTER“. Es ist davon auszugehen, dass auch die Nebenstempel „FRANCO“ und „CARGÉ“ geliefert worden waren.
Wieder unter herzoglich Braunschweiger Leitung übernahm der Advocat Carl-August Dieckmann (1838–50) und „durch Ableben des Postmeisters“ wurde Postsekretär Bussius (1850–54) Postmeister einer Postverwaltung. 1855 wurde die Post im Königslutter in eine Postexpedition und 1876 in ein Postamt II. Klasse umgewandelt.
Es hat eine Posthalterei gegeben haben. In den Adressbüchern sind Wagenmeister und Posthalter von 1855 bis 1897 aufgeführt.
Der Einzeiler-Stempel wurde ab 1837 gewöhnlich mit handschriftlichem Datum versehen. Abgelöst wurde er von einem Einkreisstempel mit Datumstrich, bei der das Datum handschriftlich einzutragen war. Im Jahre 1852 erhielt Königslutter einen Rahmenstempel mit Druckzahlendatum, der 1864 durch einen Zweikreisstempel mit Datum, Jahreszahl und Stundenangabe ersetzt wurde. Es gibt den Stempel auch ohne Stundenangabe. Zur Entwertung der Postwertzeichen verwendete man den Rostrautenstempel mit der Nummer „28“.

## Helmstedt

Frühe Poststempel von Helmstedt

Postgeschichtler gehen davon aus, dass in Helmstedt schon seit 1665 ein Postamt bestanden hat. Briefe mit handschriftlichem Postortsvermerk sind selten.
In der Zeit des Königreichs Westphalen (1807–1813) gehörte die Stadt zum Departement der Oker, das Postamt erhielt die vorgeschriebenen Orts- und Nebenstempel. Den Einzeiler-Stempel „HELMSTAEDT“, den Zweizeiler Franco Helmstedt und die Einzeiler „FRANCO“, wenn das Porto bereits bezahlt war, der Einzeiler „CHARGÉ“, für eingeschriebene (reKommandierte) Briefe und den sehr seltenen Zweizeiler „DÉBOURSÉS / HELMSTEDT“.
Gleich zu Anfang der westphälischen Zeit überfielen Franzosen die Stadt um sich versorgen zu können. Neben einem Wagen mit Branntwein und etwas Heu erbeuten sie nichts. „Nachdem der Offizier nun noch von Post alle Briefe und Paket hatte wegnehmen lassen, versammelte er seine 32 Dragoner und marschierte ab.“ Nach dieser Zeit unterstand das Postwesen in Helmstedt, 1821, dem Major von Rauschenplatt und seinem Sekretär. Je eine fahrende Post ging zweimal wöchentlich nach Braunschweig, zweimal nach Magdeburg, einmal nach Schöningen Es ging jedoch keine reitende Post. Botenpost gingen einmal nach Schöningen, einmal nach Vorsfelde, Oebisfelde, Bahrdorf und Calvörde und einmal nach Oebisfelde und Bahrdorf. „Für die Pferde, zu der ordinairen sowohl zu den Extraposten, sorgt jetzt der Pächter der Domaine Marienberg, nach einem darüber gemachten Accord.“
Das Postamt blieb bestehen, als die braunschweigische Post wieder die Leitung übernahm. Ein weiterer Einzeiler wurde um 1829 in Betrieb genommen.
In den Jahren 1830 bis 1848 hat man auch einen Zeilenstempel mit Bogen und einer Zeile gehabt. Ein ähnlicher Bogenstempel ist aus den Jahren 1848 bis 1853 bekannt. Ein Rechteckstempel mit Datum, Stern und Tageszeit folgte 1853 und wurde 1860 von unterschiedlichen Zweikreisstempel mit Datum, Jahr und Uhrzeit abgelöst. Zur Entwertung der Postwertzeichen verwendete man den Rostrautenstempel mit der Nummer „21“
Selbstverständlich gab es in Helmstedt eine Posthalterei. In den Adressbüchern sind Posthalten von 1833 bis 1916 (Ende der Aufzeichnungen) genannt.
1836 berichtet das General-Circular: „Zwischen der Preußischen Post-Expedition Weferlingen (seit dem 1. Januar 1836) und dem 1¾ Meilen entfernten Helmstedt besteht kein Postcours. Sendungen sind über Magdeburg zu leiten. Um nun eine Verteuerung zu vermeiden, ist eine Sonderregelung getroffen.“
1839 wurde von einer Botenposten zwischen Helmstedt, Vorsfelde und Calvörde auch Oebisfelde berichtet.
1852 erfahren wir, dass die Süpplingenburg per Landpostboten vom Postamt Helmstedt versorgt wurde.
Am 20. Juli 1858 wird die Eisenbahn von Jerxheim über Schöningen nach Helmstedt eröffnet. In der Anlage zur Verfügung findet sich die Instruktion über den Postdienst auf der Schöninger Bahn. Seit dem 1. Juli 1859 firmiert die Post, per Gesetz, als „Herzogliches Bahn- und Postamt Helmstedt“.
Seit 1896 bestand in Barmke eine Postagentur. Als Postagenten waren Friedrich Niemann (1896–1907); F. Wieshoff (1908–09) und Otto Oppermann (1910–16) eingesetzt. 

## Schöningen

Frühe Poststempel von Schöningen

In Schöningen wird schon sehr früh eine gute Postverbindung zum Schloss bestanden haben. 1753 soll im Rathaus die Post abgefertigt worden sein.
Zur Zeit des Königreichs Westphalen wechselten die Postdirektoren von Christian Schultze (1807–1810) zu Pabst (1812) und Sachtleben (1812–13). Schöningen war im Departement der Oker im Kanton Helmstedt. Über die Stempelverwendung ist nur sehr wenig bekannt. Nachgewiesen wurden die Nebenstempel FRANCO, „CHARGE“ und „RECOMMANDIRT“.
August Wilhelm Sachtleben wird von 1833 bis 35 in den Adressbüchern genannt. 1835 gab es eine Postexpedition, umgewandelt 1838 in eine Postverwaltung. Bis 1853 wurden unterschiedliche Einzeiler verwendet. Sie wurden abgelöst von dem Rechteckstempel mit Zahlendatum, Stern und Stunden mit blauer Stempelfarbe.
Seit 1855 hat Schöningen wieder eine Postexpedition, um nach dem Bau der Eisenbahn am 1. Oktober 1859 zum Herzoglichen Bahn- und Postamt umbenannt zu werden. Seit den 1860er Jahren wurde der Zweikreisstempel „Schoeningen“ bzw. ab 1865 „Schöningen“ mit Datum, Jahr und Stundenangabe. Als Ankunftstempel wurde der alte Rechteckstempel weiter verwendet. Als Nebenstempel wurde „AUSGELIEFERT“ und ein Rahmenstempel „Aus dem Briefkasten“ gesehen. Zur Entwertung der Postwertzeichen verwendete man den Rostrautenstempel mit der Nummer „37“.
Im Norddeutschen Postbezirk gab es 1868 eine Post-Expedition, 1872 eine Postverwaltung, 1876 ein Postamt II. Klasse, um 1893 zum Postamt I. Klasse aufzusteigen.
Eine Poststation zum Pferdewechsel hat es zwischen 1835 und 1899 gegeben. In dieser Zeit werden Wagenmeister und Posthalter in den Adressbüchern benannt.
Seit 1906 bestand in Alversdorf (durch Braunkohleabbau aufgelöst) eine Postagentur. Als Postagenten waren Heinrich Pinkernelle (1906) und Franz Schulze (1907–16) eingesetzt.

## Jerxheim

Frühe Poststempel von Jerxheim

Am 1. Oktober 1843 kam es in Jerxheim zur Einrichtung einer „Post-Expedition am hiesigen Eisenbahnhofe“.
Anstelle des offiziellen Zweikreissehnenstempels, bei der das Datum handschriftlich eingefügt werden sollte, findet man häufig den Bahnstempel (Zugnummer, Datum und darunter Stunden und Minuten). Ab 1851 findet man einen Zweizeiler mit Datum und Jahr und zwischen 1852 und 1857 einen Dreizeiler mit gleichen Angaben. Im Jahre 1854 kam der Rechteckstempel mit Datum, Stern und Uhrzeit an den Schalter. Jerxheim erhielt den Rostrautenstempel „25“.
Zum 28. November 1844 verkündet das General-Circular von der Errichtung einer Poststation zu Jerxheim „auf der Eisenbahnstation Jerxheim wurde eine Poststation für Extraposten dem Restaurator August Siedentopf (1848-58) daselbst übertragen“. Als Wagenmeister werden genannt: Fr. Langelüddecke (1855–56), H. Hauenschild (1857–69), sowie die Wagenmeistergehilfen Christian Gottfried Eggers, (1865–69) und Carl Koch (1870). Für die Zeit danach fehlen die Daten für eine Poststation.
Aus gleicher Quelle: „Die Verwaltung geht von dem zum Eisenbahn-Werkstätten-Buchhalter ernannten Einnehmer Bremer (1843-46), vom 1. März 1846 an und an den Bahngeld-Einnehmer Schmelzkopf (1846-47) daselbst über.“ 1847 wird der „Postschreiber Harmes (1847-51) zu Helmstedt zum Postsekretär ernannt und ihm gleichzeitig vom 1. Oktober 1847 an die Vorstandsschaft der zur Postverwaltung erhobenen Postanstalt in Jerxheim sowie der dortigen Eisenbahnstation übertragen“. Nachfolger war der Post-Expedient Gronau (1851–55). Ab 1851 erfolgt die Leitung der Sendungen nach Gevensleben nicht mehr auf Schöppenstedt, sondern auf Jerxheim.
Am 10. Januar 1855 ändert sich die Bezeichnung der unter der Leitung der Herzogl. Eisenbahn- und Post-Direktion stehenden Verwaltungen bei der Station zu Jerxheim in Bahn- und Postamt. Nun waren der Revisionsgehülfe Albert Fuhr Stationsverwalter (1855–58) gefolgt von dem Finanzrevisor Carl Lüddecke (1859–60) und dem Referendar Diedrich Meyer (1860–62).
Die Braunschweigischen Anzeigen vom 10. Mai 1862 vermelden, dass „die Verwaltung des Herzogl. Bahn- und Postamt Jerxheim ist dem Bahn- und Postassistenten Kraus (1862-69) übertragen worden“ ist. Und 1865: „Vom 1. September 1865 an können die Briefkasten auch an den das Herzoglich Braunschweigische Gebiet passierenden Königlich preußischen Eisenbahn-Postwagen auf den hiesigen Stationen Jerxheim zur Aufgabe nicht deklarierter Briefe, ohne Unterschied des Bestimmungsorts, benutzt werden. Bedingung ist, dass diese Briefe, welche auf diese Weise befördert werden sollen, unfrankiert oder durch Marken oder Couverts frankiert sein müssen.“
Ab 1869, zur Zeit des Norddeutschen Postbezirks, war in Jerxheim eine Post-Expedition, Nachfolger von Kraus war Postassistent Döring (1870–71).
Die Reichspost machte aus der Post-Expedition 1872 eine Postverwaltung. Nun waren der Postpraktikant Carl Gattermann, als interim Postverwalter (1872), die Postassistenten Eduard Stomann, wieder nur interim (1873), Wilhelm Probst, auch interim (1874), gefolgt von Carl Süpke (1875–1886), Conrad Kenne (1887–1889), die Postassistenten Carl Buttler, commisarisch (1890–91) und Adolf Huthmann (1892–1906) um von Hermann Ballüer (1907–1916) abgelöst zu werden.
Im Jahre 1887 wurde im Ort Jerxheim eine kleine Postagentur (Ort) eröffnet. Postagenten waren Heinrich Eppert (1887–91) und Reinhard Müller (1892–1916).

## Schöppenstedt

Frühe Poststempel von Schöppenstedt

Die Größe des Ortes und seine Lage lassen schon sehr früh eine Postanstalt vermuten. Schon 1753 soll der Kaufmann Günter in der Stadt Schöppenstedt die Post abgefertigt haben (Schrader). Ein Brief mit einer handschriftlichen Ortsangabe ist von 1808 bekannt.
Schöppenstedt war von 1807 bis 1814 im Königreich Westphalen und da im Departement der Oker, im Distrikt Helmstedt. Als Post-Expediteur fungiert Herr Dehn. Er erhielt, wie alle anderen die vier vorgeschriebenen Stempelformen der Westphälischen Post. Briefe, aus dieser Zeit, sind sehr selten.
1835 wurde die Postexpedition Schöppenstedt in eine Postverwaltung herabgestuft. 1845 kam eine Poststation für Extraposten hinzu. Diese Station wird 1843 von der Eisenbahn abgelöst worden sein.
Die preußische Postexpedition in Rocklum und die Botenpost von Schöningen wurden 1848 aufgehoben. Vom 1. Juni 1848 an waren daher die Sendungen nach Rocklum über das braunschweigische Hessen zu leiten. Nachdem ein Jahr später, Anfang 1849, die Postanstalt in Hessen aufgehoben wurde, waren die Sendungen wieder nach Schöppenstedt zu leiten. 1851 verfügte ein Circular der Post, dass Sendungen nach Gevensleben nicht mehr auf Schöppenstedt, sondern auf Jerxheim zu leiten waren.
In der Gesetz- und Verordnungs-Sammlung vom 22. Januar 1855 wird verkündet, dass die Verwaltungen bei den Stationen zu Wolfenbüttel, Schöppenstedt und Jerxheim die Bezeichnung: Bahn- und Postamt erhalten
Den Braunschweigischen Anzeigen, Nr. 204, vom 29. August 1865 ist zu lesen: „Vom 1.September an können die Briefkasten auch an den das Herzoglich Braunschweigische Gebiet passierenden Königlich preußischen Eisenbahn-Postwagen auf den hiesigen Stationen Jerxheim, Schöppenstedt, Wolfenbüttel, Braunschweig und Vechelde, zur Aufgabe nicht deklarierter Briefe, ohne Unterschied des Bestimmungsorts, benutzt werden. Bedingung ist, dass diese Briefe, welche auf diese Weise befördert werden sollen, unfrankiert oder durch Marken oder Couverts frankiert sein müssen. gez. Schottelius.“

## Groß Winnigstedt

Frühe Poststempel von Winnigstedt

Am 1. September 1848 wurde in Winnigstedt das erste Postbüro, eine Postexpedition, eröffnet. Im Jahre 1903 erhielt Winnigstedt eine Post-Agentur.
Die Darstellungen (Bilder rechts) zeigen den Zweikreissehnenstempel (oben), bei dem das Datum handschriftlich eingetragen werden musste. Das untere Bild zeigt den seit 1863 verwendeten Zweikreisstempel mit Datum, Jahreszahl und Stundenangabe. Zur Entwertung der Postwertzeichen verwendete man den Braunschweiger Rostrautenstempel mit der Nummer „17“.

## Hessen am Fallstein

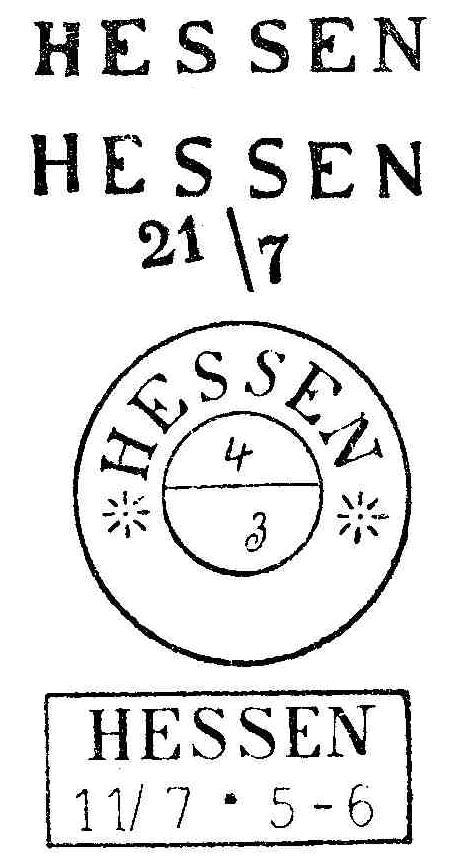
Frühe herzogliche Poststempel von Hessen

Eine Poststation für Hessen darf man schon im 17. Jahrhundert vermuten. Hessen liegt unmittelbar an der Straße Braunschweig – Salzdahlum (Schloss) – Hessen – Halberstadt. W. Schrader gibt 1732 an.
Ein Einzeiler, nach westphälischem Vorbild, wurde 1809 angeschafft nach 1839 mit handschriftlichem Datum, es gibt ihn auch mit Druckzahlendatum. Ab August 1840 findet man auch den Briefen den Zweikreissehnenstempel mit zwei Sternen, bei denen das Datum bis 1854 handschriftlich eingetragen wurde. Von 1854 an ist ein Rechteckstempel, mit Datum, Stern und Uhrzeit in Benutzung gewesen. Zur Entwertung der Postwertzeichen verwendete man den Rostrautenstempel mit der Nummer „22“.
Für Hessen nennt das Adressbuch 1833 eine Postwärterei. 1842 berichtet das General-Circular der Post von einer Postcours-Einrichtung und Aufhebung der Poststation (für Pferde) zu Hessen vom 1. September 1842 an, die ab dem 1. Juli 1843 eine Postexpedition erhielt.
1848 wird die Post-Expedition zu Rocklum und die Boten-Post zwischen Rocklum und Schöppenstedt geschlossen. „Von 1. Juni 1848 an sind Sendungen auf Hessen zu leiten.“ Ein Jahr später sollen die Sendungen nach Rocklum auf Schöppenstedt geleitet werden, weil die Post in Hessen am 1. Oktober 1848 einstweilig aufgehoben wurde, das wird 1849 noch einmal bestätigt, es ist die Posthalterei gemeint. Am 1. Februar 1850 kommt es zur Wiedereinrichtung einer Posthalterei zu Hessen. Zwischen 1884 und 1891 bestand eine Post-Agentur in Hessen.